# Swartzia floribunda
Swartzia floribunda är en ärtväxtart som beskrevs av George Bentham. Swartzia floribunda ingår i släktet Swartzia och familjen ärtväxter. Inga underarter finns listade i Catalogue of Life.